# Slovenska moška bejzbolska reprezentanca
Slovenska moška bejzbolska reprezentanca je selekcija Zveze za bejzbol in softbol Slovenije (ZBSS), ki zastopa Slovenijo na mednarodni ravni. Na sedežu selektorja je Matic Lešnjak.

## Uvrstitve

### Evropsko prvenstvo
- 1995: 10. mesto
- 1997: 12. mesto
- 1999: 12. mesto

## Kvalifikacije za evropsko prvenstvo v bejzbolu 2022

### Igralci

#### Metalci
- 55 Rok Čuček
- 38 Tevž Gantar
- 7 Žiga Lešnjak
- 5 Žan Primožič
- 25 Jan Pučnik
- 29 Jaka Smolnikar

#### Lovilci
- 15 Igor Drobnak
- 23 Matic Lešnjak

#### Igralci notranjega polja
- 55 Rok Čuček
- 15 Igor Drobnak
- 23 Matic Lešnjak
- 5 Žan Primožič
- 51 Luka Pučnik
- 10 Carlos Henrique Tovar

#### Igralci zunanjega polja
- 37 Luka Koplan
- 46 Maj Prihoda
- 51 Luka Pučnik
- 4 Rok Škerjanec
- 67 Jakob Tevž
- 72 Rok Zupan

### Menedžer
- 23 Matic Lešnjak

### Trenerji
- 15 Igor Drobnak
- 25 Jan Pučnik
- 51 Luka Pučnik